# Wolf Reinhard von Hartitzsch
Wolf Reinhard von Hartitzsch (* 4. Juni 1718 in Pretzschendorf; † 30. August 1794 in Bautzen) war ein sächsischer Generalmajor.

## Leben
Von Hartitzsch stammte aus dem gleichnamigen Adelsgeschlecht und erbte das Obere Gut von Pretzschendorf. Ab 1740 stand er in sächsischen Militärdiensten, machte mehrere Feldzüge mit und wurde vier Mal verwundet. 1746 heiratete er Christiane Henriette von Holleuffer, mit der er zwei Kinder hatte. 1778 wurde von Hartitzsch Kommandeur, 1788 dann als Befehlshaber des sächsischen Infanterieregiments "von Thile" Generalmajor.
Von Hartitzsch wurde auf dem Taucherfriedhof in Bautzen beigesetzt.